# Фърнс
Фърнс (на английски: Ferns; на ирландски: Fearna) е малък град в югоизточната част на Ирландия, графство Уексфорд на провинция Ленстър. Първите сведения за града датират от 6 век. Обект на туризъм са руините на замъка, построен през 12 век. Намира се на 34 km северно от главния административен център на графството град Уексфорд. Има жп гара, която е открита на 6 ноември 1863 г. Населението му е 954 жители от преброяването през 2006 г. 